# Phyllophaga piliventris
Phyllophaga piliventris är en skalbaggsart som beskrevs av Moser 1918. Phyllophaga piliventris ingår i släktet Phyllophaga och familjen Melolonthidae. Inga underarter finns listade i Catalogue of Life.